# اچ‌ام‌اس دامرهام (ام۲۶۲۹)
اچ‌ام‌اس دامرهام (ام۲۶۲۹) (به انگلیسی: HMS Damerham (M2629)) یک کشتی بود که طول آن ۱۰۰ فوت (۳۰ متر) بود. این کشتی در سال ۱۹۵۳ ساخته شد.